# Campeonato Acriano de Futebol da Segunda Divisão de 2017
O Campeonato Acriano de Futebol - Segunda Divisão de 2017 foi a 10ª edição do torneio, 7º organizada pela Federação de Futebol do Estado do Acre[carece de fontes?] Contou com a participação de três equipes, que se enfrentaram pelo título de campeão acriano da segunda divisão e pela ascensão à primeira divisão de 2018. Nesta edição, houve uma equipe da capital estadual, Rio Branco, e duas do interior do estado.

## Regulamento
O regulamento é o mesmo da edição de 2016. Uma única fase com sistema de pontos corridos em 6 rodadas. A equipe que conquistar o maior número de pontos sagra-se campeã e garante o acesso a elite de 2018.